# Смаль Кузьма Антонович
Кузьма Антонович Смаль (1935 р. в с. Сверже Холмського повіту Люблінської волості (Польща) — 3 квітня 2012, м. Кіцмань Чернівецької області) — український етномузиколог і композитор, фольклорист. Заслужений працівник культури України.

## Життєпис
Закінчив середню школу у м. Дубно Рівненської області, а музичну у Київському музичному училищі ім.. Р.Глієра та Львівській державній консерваторії ім.. М.Лисенка.
Записав близько 7 тисяч пісенних перлин українського фольклору.

## Творчий доробок
Книги:
- «Цвіт шовкової косиці» (Чернівці, 2004, пісні на слова Юрія Федьковича та про нього),
- «Пісні Буджацького степу» (Татарбунари, 2003,Одеської обл..),
- «Просили батько, просили мати» (Чернівці, 2005, весільні обряди та пісні с. Шевченкове Кілійського району Одеської області),
- «Ой за Дунаєм голубим» (Чернівці, 2007, народні пісні Придунав'я, записані від нащадків козаків Задунайської Січі),
- «Одвічна Русава» (Вінниця, 2003, народні пісні с. Стіна Томашпільського району Вінницької обл..),
- «Ой не коси, бузьку, сина» (Снятин, 2008, народні пісні із родинного села Василя Стефаника — с. Русів Снятинського району Івано-Франківської обл..),
- «Пісенні скарби Негостини» (Чернівці, 2006, народні пісні українців, що проживають в Сучавському повіті Румунії),
- «Буковино, рідний краю» (Чернівці, 2008, народні пісні українців Південної Буковини, у співавторстві з І.Кідещуком),
- «Співай, моя Буковино»(Бухарест, 2009, народні пісні українців Південної Буковини, Румунія, у співавторстві з І.Кідещуком),
- «Ой стелися, барвіночку» (Чернівці, 2009, народні пісні з репертуару народного фольклорно-етнографічного ансамблю « Южинецькі молодички» Кіцманського району Чернівецької обл..)
- " Ой заграй нам, трембітонько " (Чернівці, 2009) та « Ой у горах смерекових» (Вижниця, 2010, народні пісні Вижницького району Чернівецької обл..).

## Нагороди
Нагороджений рядом літературно-мистецьких премій: ім. Сидора Воробкевича, Юрія Федьковича, братів Богдана і Левка Лепких, Володимира Гнатюка, Марійки Підгірянки та Дениса Січинського.